# Lorna Luft
Lorna Luft (Santa Mónica, Califòrnia, 21 de novembre de 1952) és una actriu i cantant estatunidenca, filla de la també actriu Judy Garland i el productor Sidney Luft i germana per part de mare de Liza Minnelli.
Luft va néixer en 1952 al Centre de Salut Providence Saint John en Santa Mónica, Califòrnia, dels pares Judy Garland i el seu tercer espòs, Sidney Luft. Va assistir a l'Escola Preparatòria University a Los Angeles durant el seu últim any i va ser membre del cor de l'escola. Va estudiar teatre en HB Studio a la ciutat de Nova York.
Va actuar en la pel·lícula Grease 2 (1982) interpretant el personatge de Paulette Rebchuck. A l'any següent, en el musical Snoopy! The Musical, una seqüela de You're a Good Man, Charlie Brown (1967). Al juny de 2006 va interpretar en el Carnegie Hall de Nova York la cançó After You'veu Gone al costat de Rufus Wainwright.